# ساشا چورچیچ
ساشا چورچیچ (انگلیسی: Saša Ćurčić؛ زادهٔ ۱۴ فوریهٔ ۱۹۷۲) بازیکن فوتبال اهل یوگسلاوی بود.
از باشگاه‌هایی که در آن بازی کرده‌است می‌توان به باشگاه فوتبال استون ویلا، باشگاه فوتبال مادرول، باشگاه فوتبال نیویورک رد بولز، باشگاه فوتبال کریستال پالاس، باشگاه فوتبال بولتون واندررز، باشگاه فوتبال بئوگراد، و باشگاه فوتبال پارتیزان اشاره کرد.
وی همچنین در تیم‌های ملی فوتبال یوگسلاوی و صربستان و مونته‌نگرو بازی کرده‌است.